# تين خانق
التين الخانق (Strangler fig)، هو اسم شائع لعديد من الأشجار الاستوائية وشبه الاستوائية.
ومنها:
- تين باسق
- تين ذهبي
- تين بنغالي
- Ficus burtt-davyi
- Ficus citrifolia
- Ficus craterostoma
- تين صبغي
- تين كبير الأوراق
- تين مائل
- تين أخضر
- Ficus watkinsiana

يبدأ «التين الخانق» الاستوائي بالنمو، نبتة هوائية غير مؤذية، لكنّه يصبح
مميتًا عند البلوغ. يَنُبتُ «التين الخانق» عاليًا على الشجرة، ثم يَمدُّ جَذرًا طويلًا
يصل إلى الأرض. إذ ذاك تبدأ شبكةٌ من السّوق بالنمو حتى تُحكِمَ القبضة بضفائرها
على الشجرة المضيفة. ينتهي الأمر بموت هذه الأخيرة بسبب كثافة الأوراق التي يُنبِتُها
التين الخانق. وبعد أن يتحلل جذع الشجرة، يأخذ «التين الخانق» مكان مضيفه.

## معرض الصور
- A strangler fig sapling starts to grow on a tree, roots can be seen
- Old strangler fig in the final stage, Costa-Rica, Pacific
- A strangler fig. The supporting tree, now dead can also be seen. Photo from Kannavam forest
- A columnar tree formed by a strangler fig after the central tree has died. The tree is hollow as seen in this photograph from below.